# 特許料
特許料 (とっきょりょう、patent fees) とは、特許権者が特許を有効にするため特許庁に支払う費用をいう。日本の特許制度では特許料の納付について特許法107条で規定されている。

## 概要
特許出願と審査請求をして特許査定がされると、発明者はその発明を特許とするか、他者による事業的活用を認めるかを選択する。ここで、何ら手続きをしない場合はパブリックドメインとなり、商用目的を含め他者による実施が自由となる。一方で、その発明の独占専有権が欲しい場合は、所定の額の特許料を特許庁に支払うことで、特許原簿に登録され、特許発明として保護を図ることができる（特許法66条1項）。この特許料は、登録料とも呼ばれる。より長い期間で発明を特許権で保護したい場合は、追加で特許料を支払う。この特許料は年金と呼ばれる。

## 登録料
特許査定の後、この発明に特許権を持たせることを望む場合、特許権者は所定の金額の特許料を原則30日以内に支払う（特許法108条1項）。金額は基本料金に請求項の数に応じて加算した金額となる。特許査定後の特許料は、3年分を一度に支払わなければならない（特許法108条1項）。

## 年金
より長い期間で発明を特許権で保護したい場合は、年金を支払う。年金は1年分ごとに納付可能であり（108条2項）、最大で出願日から20年間保護することが可能だが（特許法67条）、保護期間が長くなるほど１年あたりの年金の額が大きくなる。これは、発明が長期にわたり独占されることを防止して、他者の発明の利用を促進するためである。

## 納付方法
特許料は、特許印紙・予納・現金・電子現金・口座振替・クレジットカードで納付することができる。なお、収入印紙で納付することはできない。